# Year of the Spider
| Críticas profissionais | Críticas profissionais |
| Avaliações da crítica  | Avaliações da crítica  |
| Fonte                  | Avaliação              |
| ---------------------- | ---------------------- |
| allmusic               | [ 1 ]                  |

Year of the Spider é o terceiro álbum de estúdio da banda norte-americana Cold, lançado em 29 de abril de 2003.

## Faixas
Todas as faixas por Cold, exceto onde anotado.
1. "Remedy" — 2:57
2. "Suffocate" (com Sierra Swan) — 3:39
3. "Cure My Tragedy (A Letter to God)" — 3:55
4. "Stupid Girl" (Ward, Cuomo) — 3:09
5. "Don't Belong" — 3:40
6. "Wasted Years" — 4:07
7. "Whatever You Became" — 3:45
8. "Sad Happy" — 3:36
9. "Rain Song" — 3:37
10. "The Day Seattle Died" — 3:34
11. "Change the World" — 4:01
12. "Black Sunday" — 4:30
13. "Kill the Music Industry" — 2:56

## Desempenho nas paradas musicais
| Parada musical (2003)          | Posição |
| ------------------------------ | ------- |
| Estados Unidos - Billboard 200 | 3       |

## Créditos
- Terry Balsamo — Guitarra
- Kelly Hayes — Guitarra
- Scooter Ward — Vocal
- Sam McCandless — Bateria
- Jeremy Marshall — Baixo
- Howard Benson — Piano, teclados